# Medalha Thomas Hunt Morgan
A Medalha Thomas Hunt Morgan (em inglês:  Thomas Hunt Morgan Medal) é concedida pela Genetics Society of America (GSA) por trabalho de uma vida dedicada ao campo da genética.
A medalha leva o nome de Thomas Hunt Morgan, laureado em 1933 com o Nobel de Fisiologia ou Medicina por seu trabalho sobre a drosophila e suas "descobertas relativas ao papel desempenhado pelos cromossomos na hereditariedade."

## Recipientes
- 1981 Barbara McClintock (Nobel de Fisiologia ou Medicina) e Marcus Morton Rhoades
- 1982 Sewall Wright
- 1983 Edward Lewis (Nobel de Fisiologia ou Medicina)
- 1984 George Beadle (Nobel de Fisiologia ou Medicina) e Royal Alexander Brink
- 1985 Herschel Roman
- 1986 Seymour Benzer
- 1987 James F. Crow
- 1988 Norman H. Giles
- 1989 Dan L. Lindsley
- 1990 Charles Yanofsky
- 1991 Armin Dale Kaiser
- 1992 Edward H. Coe, Jr.[1]
- 1993 Ray D. Owen
- 1994 David D. Perkins
- 1995 Matthew Meselson[2]
- 1996 Franklin W. Stahl[3]
- 1997 Oliver E. Nelson[4]
- 1998 Norman H. Horowitz
- 1999 Salome Waelsch[5]
- 2000 Evelyn M. Witkin[6]
- 2001 Yasuji Oshima[7]
- 2002 Ira Herskowitz
- 2003 David S. Hogness[8]
- 2004 Bruce Ames[9]
- 2005 Robert L. Metzenberg[10]
- 2006 Masatoshi Nei[11]
- 2007 Oliver Smithies (Nobel de Fisiologia ou Medicina)[12]
- 2008 Michael Ashburner[13]
- 2009 John Roth
- 2010 Alexander Tzagoloff
- 2011 James E. Haber
- 2012 Kathryn V. Anderson[14]
- 2013 Thomas D. Petes[15]
- 2014 Frederick M. Ausubel